# Wustrow (Mecklenburgische Seenplatte)
Wustrow é um município da Alemanha, situado no distrito de Mecklenburgische Seenplatte, no estado de Mecklemburgo-Pomerânia Ocidental. Tem 42,93 km² de área, e sua população em 2019 foi estimada em 713 habitantes.